# أرالية
الأرالية وتعرف أيصاً بالقسوسيات و العشقيات أو الأراليات (الاسم العلمي: Araliaceae) هي فصيلة من النباتات تتبع رتبة الخيميات من طائفة ثنائيات الفلقة. تضم أجناساً مثل العشقة وأنواعاً مثل العشقة المتسلقة والجينسنغ. تضم ما مجموعه 254 نوعاً من الأشجار والشجيرات المعمرة.

## تحت فصائل
- الأرالياوات
  - الأرالياوية
    - الأراليا

  - الشفلرياوية
    - الشفلرية
    - العشقة
- الهدركتيلاوات
  - الهدركتيل أو نبتة كوب الماء (الاسم العلمي:طاسية)
  - (الاسم العلمي:طاسية)
  - (الاسم العلمي:تريكيمين)

## أجناس
- الأناكاسيا (الاسم العلمي:Anakasia)
- الأراليانية (الاسم العلمي:†Araliopsoides)
- الأراليا السيمانية (الاسم العلمي:Seemannaralia)
- شجرة مونروا (الاسم العلمي:Munroidendron)
- الروكاوة (الاسم العلمي:Raukaua)
- الوودبرنية (الاسم العلمي:Woodburnia)
- الجنسنغ التشنغي (الاسم العلمي:Chengiopanax)
- الجنسنغ الفوقي (الاسم العلمي:Metapanax)
- الجنسنغ الجديد (الاسم العلمي:جنسنغ زائف)
- الجنسنغ الصيني (الاسم العلمي:Sinopanax)
- (الاسم العلمي:Cuphocarpus)
- (الاسم العلمي:Euaraliopsis)
- (الاسم العلمي:Fatshedera)